# Diastanillus
Diastanillus pecuarius es una especie de araña araneomorfa de la familia Linyphiidae. Es el único miembro del género monotípico Diastanillus.

## Distribución
Se encuentra en los Pirineos en Francia y en los Alpes en Austria